# Johann Hermann Zigra

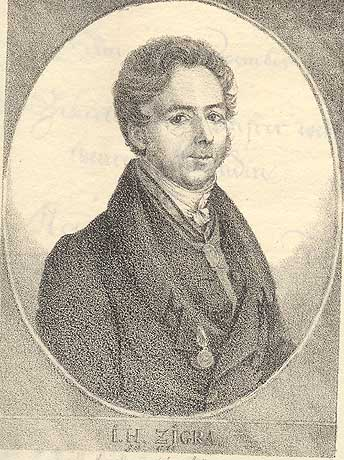
Johann Hermann Zigra, Lithographie von 1823

Johann Hermann Zigra, lettisch Cigra, (* 19. Juli 1775 in Lübeck; † 5. Januar 1857 in Riga) war ein deutscher Gärtner, Gartenbauunternehmer und Botaniker. Sein offizielles botanisches Autorenkürzel lautet „Zigra“.

## Leben
Johann Herman Zigra war Sohn des Lübecker Kaufmanns Johann Zigra und seiner Ehefrau Christina Elisabeth geb. Cordua. Der Lübecker Naturforscher und Arzt Johann Julius Walbaum war sein Onkel und nahm nach dem Tod der Eltern die Vaterrolle ein. Der Apotheker Johann Gotthard Zigra war sein älterer Bruder.
Nach dem Schulbesuch absolvierte Zigra eine Gärtnerlehre bei Jakob Friedrich Ehrhart und Johann Christoph Wendland in den Herrenhäuser Gärten. Danach arbeitete er zwei Jahre in den Niederlanden und unternahm Studienreisen durch Deutschland.
Gemeinsam mit seinem Bruder segelte er 1795 nach Riga und wohnte dort bis zu seinem Tod. Von 1796 bis 1798 arbeitete er als Gärtner für den Ratsherrn Johann Heinrich Hollander, gründete darauf eine Handelsgärtnerei und wurde 1800 Bürger der Stadt Riga. Er erweiterte seine Aktivitäten um ein Magazin für Fabrikwaren und wurde Kommissionär der Kaiserlich russischen Fabriken in Riga. Rückschläge erlebte er durch eine Überschwemmung 1807 und durch den von den Franzosen veranlassten Brand in den Vorstädten Rigas während des Russlandfeldzuges 1812. Die Alleen im Wöhrmannschen Garten wurden 1817 von ihm geschaffen. 1823 plante er den Großen Friedhof von Riga gestalterisch.
Zigra bereiste Russland bis zum Ural. Er war in großem Umfang mit zahlreichen Veröffentlichungen als Gartenbautheoretiker und Gärtner schriftstellerisch tätig. Seine Schriften über den Obst- und Gemüseanbau, Gartenanlage wie Forstwirtschaft wurden vom Deutschen in das Polnische, Russische, Lettische und Estnische übersetzt.
Nach seinem Tode begründeten die Erben seines Bruders Johann Gotthard zur Erinnerung an ihn die Johann-Hermann-Zigra-Stiftung in Riga, die vom Naturforschenden Verein in Riga verwaltet wurde.

## Mitgliedschaften
- 1821: Korrespondierendes Mitglied der Petersburger Akademie der Wissenschaften
- Ökonomische Gesellschaft St. Petersburg
- Gartenbaugesellschaft, Berlin
- Kaiserlich naturforschende Gesellschaft in Moskau
- Botanische Gesellschaft, Havanna
- Ehrenmitglied der Livländischen gemeinnützigen und sozialen Sozietät

## Ehrungen
- 1806 Russische Goldene Medaille für Nützlichkeit
- 1818 Russische Bronzene Erinnerungsmedaille 1812
- 1834 erblicher Ehrenbürger von Riga
- 1847 Russischer Orden der Heiligen Anna 3. Klasse